# Jiří Háva (entomoloog)
Jiří Háva (Praag, 1972) is een Tsjechische entomoloog.

## Publicaties
Onvolledig
- A contribution to knowledge of the subfamily Megatominae (Coleoptera: Dermestidae). Faunitaxys 10(5): 1–3. (2022)
- A new Anthrenus Geoffroy, 1762 species from the Canary Islands (Coleoptera: Dermestidae: Megatominae: Anthrenini). Arquivos Entomolóxicos 25: 101-103. (2022)
- A contribution to knowledge of Dermestidae (Coleoptera) from New Caledonia with description of a new species.[1] Studies and Reports Taxonomical Series 18(1): 67-72. (2022)
- A new Attagenus species (Coleoptera: Dermestidae: Attageninae) from Ivory Coast. Faunitaxys 10(25): 1–3. (2022)
- A new species of Dermestidae (Coleoptera) from Cretaceous Burmese amber.[2] Far Eastern Entomologist 463: 8-11. (2022)